# Bjelovodna rijeka
Bjelovodna rijeka je vrsta rijeke bijele boje i s visokom razinom sedimenata.
Visoka razina suspendiranih sedimenata vodi daje gotovo neutralan pH, visoku električnu vodljivost i boju nalik blijedom blatu ili kavi s vrhnjem. Bjelovodne rijeke su od velike ekološke važnosti i važne su za ribolov. Glavne sezonske amazonske poplavne nizine poznate kao šume Várzea primaju vodu iz njih.
Najpoznatije bjelovodne rijeke su one u Amazoniji, s izvorima u Andama, ali postoje i bjelovodne rijeke drugdje u Južnoj Americi i na drugim kontinentima.
Amazonske rijeke se dijele u tri glavne kategorije: bjelovodne, crnovodne i bistrovodne. Ovaj je sustav prvi predložio Alfred Russel Wallace 1853. godine na temelju boje vode, ali tipove je preciznije, prema kemijskim i fizikalnim svojstvima, definirao Harald Sioli, od 1950-ih do 1980-ih. Iako mnoge rijeke Amazonije nedvojbeno spadaju u jednu od tih kategorija, druge pokazuju kombinaciju karakteristika i mogu varirati ovisno o sezoni i razini poplave.

## Položaj

### U Južnoj Americi
Najpoznatije bjelovodne rijeke su iz porječja Amazone i imaju svoj izvor u Andama. Glavne bjelovodne rijeke su Solimões - Amazona, Caquetá-Japurá, Putumayo, Marañón, Ucayali, Javary, Juruá, Acre, Purus, Madre de Dios i Madeira. Although the Branco River traditionally is considered whitewater, Iako se rijeka Branco tradicionalno smatra bjelovodnom,  ona ima brojne karakteristike (neke od njih variraju u sezoni) koje se ne uklapaju jasno u klasifikaciju, a neki je smatraju bistrovodnom rijekom.
Izvan Amazonije, mali broj južnoameričkih rijeka se također smatra bjelovodnima, a ponajviše se radi o određenim pritokama Orinoka kao što su rijeke Guaviare, Meta i Apure i Parana - Paragvaj, poput rijeka Bermejo i Solado, koje imaju svoje izvorište u Andama.

### Na ostalim kontinentima
Ovaj sustav nije često korišten izvan Južne Amerike, ali postoji nekoliko rijeka s jasnim karakteristikama bjelovodnih rijeka. U Africi, to je Niger i njegovo poplavno područje, Orashi, Nil (osobito Plavi Nil), srednji i donji Zambezi i rijeke Cross (Nigerija), Mungo (Kamerun), Sanaga i Wouri. U Aziji su primjeri glavni tok Mekonga (posebno u kišnoj sezoni), i nekoliko gorskih tokova u velikim riječnim slivovima na južnom i jugoistočnom dijelu kontinenta. U Europi, dijelovi Dunava imaju karakteristike bjelovodne rijeke.

## Kemija i sedimenti
U Južnoj Americi, većina bjelovodnih rijeka izvire u Andama, odakle donose sedimente bogate hranjivim tvarima, posebno ilite i montmorilonite. Imaju skoro neutralni pH (obično 6,5–7), visoku razinu otopljenih krutih tvari (posebno zemnoalkalijskih metala i karbonata) i visoku električnu vodljivost. Voda je mutna, sa slabom vidljivošću koja je obično između 20 and 60 cm. U glavnom koritu rijeke Amazone je oko 82% ukupne suspendirane krute tvari i 90–95% suspendirananih sedimenata potječu iz Anda. Uz njihov tok, bjelovodne rijeke su često razrijeđene zbog priljeva crnovodnih i bistrovodnih pritoka. Na primjer, Rio Negro, najveća crnovodna pritoka Amqzone, čini 14% ukupne slivne vode Amazonije, a Tapajós, najveća bistrovodna pritoka, 6%. Prema tome, iako je rijeka Amazona tijekom cijelog toka bjelovodna, električna vodljivost je 120–200 µS/cm u Andama, ali kad stigne do Santarém, Pará (nakon dotoka Rio Negra, Tapajós, i nešto manjih crnovodnih i bistrovodnih pritoke), pada na 40-70 µS/cm. Na visokim visinama u Andama u blizini izvora, pH bjelovodnih rijeka može biti i iznad 8.
U nekim dijelovima Amazonije, gdje rijeke nisu prirodno bjelovodne, postoji "pseudo-bjelovodne rijeke" zbog erozije tla zbog aktivnosti ljudi.
|                                        | Juruá (tipična bjelovodna) | Tapajós (tipična bistrovodna) | Tefé (tipična crnovodna) |
| -------------------------------------- | -------------------------- | ----------------------------- | ------------------------ |
| pH                                     | 7.27                       | 6.56                          | 5.03                     |
| Električna vodljivost (μS/cm)          | 191,14                     | 14.33                         | 7.36                     |
| Ukupne suspendirane krute tvari (mg/L) | 51.42                      | 10.56                         | 7.90                     |
| Ca (mg/l)                              | 32.55                      | 0.52                          | 0.71                     |
| Mg (mg/L)                              | 4.42                       | 0.26                          | 0.22                     |
| Na (mg/L)                              | 10.19                      | 1.50                          | 0.40                     |
| K (mg/L)                               | 1.98                       | 0.93                          | 1.41                     |
| Ukupno P (mg/L)                        | 0,080                      | 0.010                         | 0.033                    |
| CO (mg/L)                              | 106,14                     | 8.80                          | 6.86                     |
| NO (mg/L)                              | 0,031                      | 0.040                         | 0,014                    |
| NH (mg/L)                              | 0,062                      | 0.19                          | 0.13                     |
| Ukupno N (mg/L)                        | 0.39                       | 0.35                          | 0.24                     |
| SO (mg/L)                              | 2.56                       | 0.30                          | 4.20                     |
| Boja (mg/Pt/L)                         | 41.61                      | 4.02                          | 54.90                    |
| Si (mg/L)                              | 5.78                       | 5.25                          | 0.33                     |
| Cl (mg/L)                              | 4.75                       | 0.53                          | 0.85                     |

## Ekologija
Razlike u kemijskom sastavu i vidljivosti između različitih crnovodnih, bjelovodnih i bistrovodnih rijeka rezultiraju izrazitim razlikama u flori i fauni. Iako postoji znatno preklapanje u fauni kod različitih vrste rijeka, postoje i mnoge vrste koje se nalaze samo u jednoj vrsti rijeka. Mnoge crnovodne i bistrovodne vrste ograničene su na relativno male dijelove Amazone, jer su različiti sustavi crne i bistre vode odvojeni (i stoga izolirani) velikim dijelovima bijele vode. Te se „prepreke“ smatraju glavnom silom u alopatrijskoj specifikaciji u slivu Amazone.
Kao i u Južnoj Americi, i u Aziji i Africi mogu se primijetiti razlike između vrsta u crno- i bjelovodnim rijekama. Na primjer, u ribljoj fauni u afričkim bjelovodnim rijekama dominiraju šarani, somovke i Mormyridae, dok crnovodne rijeke obično imaju više Characiformes i Ciklidi.
Visoka razina hranjivih sastojaka u bjelovodnim rijekama omogućuje visoku razinu perifitona (za razliku od crnovodnih rijeka siromašnih hranjivim sastojcima), ali zamućenost vode ograničava svjetlost, ograničavajući fotosintetske procese, koji su neophodni algama i potopljenim makrofitima, na gornji dio stupca vode. Proizvodnja peripitona je otprilike jednaka razini proizvodnje u umjerenim eutrofičkim jezerima Obilje bakterija i količina proizvodnje otprilike su jednaki u bjelo- i crnovodnim rijekama, ali obje se razlikuju u odnosu na vodostaj i produktivnost je veća tijekom sezone visokih voda.
Glavne sezonske amazonske poplavne nizine poznate kao šume Várzea primaju vodu iz bjelovodnih rijeka i dom su mnogih životinja i biljaka. U brazilskom dijelu Amazonije, várzea pokriva otprilike 200,000 km2, što iznosi 4% cijelog područja (dvostruko veće površine koje pokriva igapó). Pored šuma s drvećem i drugim biljkama koje su sezonski prekrivene vodom, otprilike jednu trećinu ovog poplavnog polja pokriva i velika plutajuća livada. Ove plutajuće livade dom su najbogatijih amazonskih zajednica vodenih beskralješnjaka i važne su za ribolov, posebno vrste koje posjećuju tijekom poplavne sezone radi hranjenja ili uzgoja (manji broj vrsta riba živi u staništu tijekom cijele godine). Poplave su također vrlo važne za ribarstvo. Na primjer, u brazilskom Amazoni 61% prinosa od artizanskog ribolova i lokalnog tržišnog ribarstva je iz okruga s várzeom. Nekoliko najvažnijih vrsta u amazonskom ribarstvu oslanjaju se na bijelu vodu za razmnožavanje: Tambaqui (Colossoma macropomum), Prochilodus nigricans  i Semaprochilodus se sele u bjelovodne rijeka u vrijeme mrijesta, a mnoge velike somovke  (posebno Pimelodidae poput Brachyplatystoma) izvode duge migracije uz bjelovodne rijeke na mrijest. Većina velikih gradova regije Amazonije, poput Iquitosa, Manausa, Santaréma i Beléma, smješteni su na bistrovodnim ili crnovodnim rijekama (u kojima ima manje kukaca), ali na spoju s bjelovodnim rijekama (koje su bolje za ribolov). Zbog visoke razine ribljeg plijena, najveće grupe Inia riječnih dupina su upravo u dijelovima porječja Amazone i Orinoca koji su izravno pod utjecajem bijelih voda.
| Prisutne skupine životinja | Crna voda | Miješana voda | Bijela voda |
| -------------------------- | --------- | ------------- | ----------- |
| Kolnjaci                   | 284       | 23            | 0           |
| Rašljoticalci              | 5         | 29            | 43          |
| Dvoljušturci               | 39        | 97            | 29          |
| Calanoida                  | 11        | 51            | 66          |
| Cyclopoida                 | 22        | 49            | 61          |
| Chironomidae               | 0         | 3             | 3           |
| Acarina (grinje)           | 0         | 0             | 2           |

|                            | Crnovodne     | Crnovodne | Miješane      | Miješane | Bjelovodne    | Bjelovodne |
| Prisutne skupine životinja | Otvorena voda | Šuma      | Otvorena voda | Šuma     | Otvorena voda | Šuma       |
| -------------------------- | ------------- | --------- | ------------- | -------- | ------------- | ---------- |
| Volvocaceae                | 42            |           | 38            |          |               |            |
| Kolnjaci                   | 87            | 5         | 34            |          |               |            |
| Rašljoticalci              | 6             |           | 5             |          | 8             | 1          |
| Dvoljušturci               | 2             | 11        | 3             |          | 7             |            |
| Calanoida                  | 23            | 3         | 10            |          |               |            |
| Cyclopoida                 | 5             | 27        | 19            | 1        | 13            | 1          |
| Mysidacea                  |               | 1         |               |          |               |            |
| Dvokrilci                  |               |           |               |          | 1             |            |
| Acarina (grinje)           |               |           | 1             |          | 1             |            |
| Larve ribe                 |               |           | 1             |          | 1             |            |